# Je t'aime… moi non plus
„Je t'aime... moi non plus“ [превод: дословно „Обичам те..., аз не (вече)“, свободно „Обичам те..., не и аз“ или „Обичам те..., нито пък аз“] е френска поп песен, написана и композирана от Серж Генсбур през 1967 г.

## Заглавие
Авторът измисля заглавието под впечатление от завършека на фраза, изказана от Салвадор Дали: „Пикасо е испанец, аз също. Пикасо е гений, аз също. Пикасо е комунист, аз също не.“

## История
Генсбур прави песента в отговор на молбата от страна на Бриджит Бардо „да създаде най-романтичната песен, която той може да си представи“. След нейното издаване тя се превръща в световен хит, като предизвиква и сериозен скандал.
Въпреки че Генсбур записва песента с участието на Бриджит Бардо през 1967 г., актрисата я приема за твърде възмутителна и отказва да бъде издадена. През следващата година е записана нова версия, която е забранена за излъчване, както от ББС, така и от други радиостанции. По това време Генсбур вече е разделен с Бардо и започва връзка с младата британска актриса Джейн Бъркин, с която се запознава на снимките на филма „Slogan“. През ноември 1968 г. той записва няколко версии на песента с нейно участие, от които в ранната 1969 г. е издаден и първият официален запис.
Реализирана по времето на разгара на сексуалната революция, песента съдържа смисъла на противоречието между двама влюбени, които същевременно вървят по стъпките на любовта и постепенно се възнасят един друг до кулминационна степен. Текстът започва с чувственото стенание на Бъркин „Je t'aime“ (Обичам те), на което Генсбур по-скоро загадъчно отговаря „Moi non plus!“ (Нито пък аз). След по-нататъшните стенания от страна на Бъркин, той отново отговаря с леко тананикане „Je vais et je viens, entre tes reins', 'et je, me re-tiens!“, което описва правенето на секс и завършването с оргазъм.
През август 1969 година, песента достига до номер 1 в класациите на Великобритания, като успехът в подобен и в останалите европейски страни. Еротичният привкус причинява негодувание в Италия, където е забранена за излъчване по телевизиите и радиата. По-късно е забранена за излъчване и в Швеция, Испания и Великобритания. В същото време сингълът е продаден в над 1 милион копия във Франция.
| Класация                                | Върхова позиция |
| --------------------------------------- | --------------- |
| Ö3 Австрия Топ 40                       | 1               |
| Media Control Германия                  | 3               |
| Топ 40 Холандия                         | 2               |
| Сингъл класация на Ирландия             | 2               |
| VG-Lista Норвегия                       | 1               |
| Сингъл класация Топ 100 Швеция          | 1               |
| Сингъл класация на Обединеното кралство | 1               |
| Билборд Хот 100 САЩ                     | 1               |

## Текст
(Джейн Бъркин)

Je t'aime je t'aime, oh oui je t'aime 

(Серж Генсбур)

Moi non plus

(Д. Б.)

Oh mon amour

(С. Г.)

Comme la vague irrésolue

Je vais, je vais et je viens entre tes reins

Je vais et je viens entre tes reins et je me retiens

(Д. Б.)

Je t'aime je t'aime, oh oui je t'aime

(С. Г.)

Moi non plus

(Д. Б.)

Oh mon amour, tu es la vague, moi l'île nue

Tu vas, tu vas et tu viens entre mes reins

Tu vas et tu viens entre mes reins et je te rejoins

Je t'aime je t'aime, oh oui je t'aime

(С. Г.)

Moi non plus

(Д. Б.)

Oh mon amour

(С. Г.)

Comme la vague irrésolue

Je vais, je vais et je viens entre tes reins

Je vais et je viens entre tes reins et je me retiens

(Д. Б.)

Tu vas, tu vas et tu viens entre mes reins

Tu vas et tu viens entre mes reins et je te rejoins

Je t'aime je t'aime, oh oui je t'aime

(С. Г.)

Moi non plus

(Д. Б.)

Oh mon amour

(С. Г.)

L'amour physique est sans issue

Je vais je vais et je viens entre tes reins

Je vais et je viens, je me retiens

(Д. Б.)

Non ! Maintenant viens.